# Łub

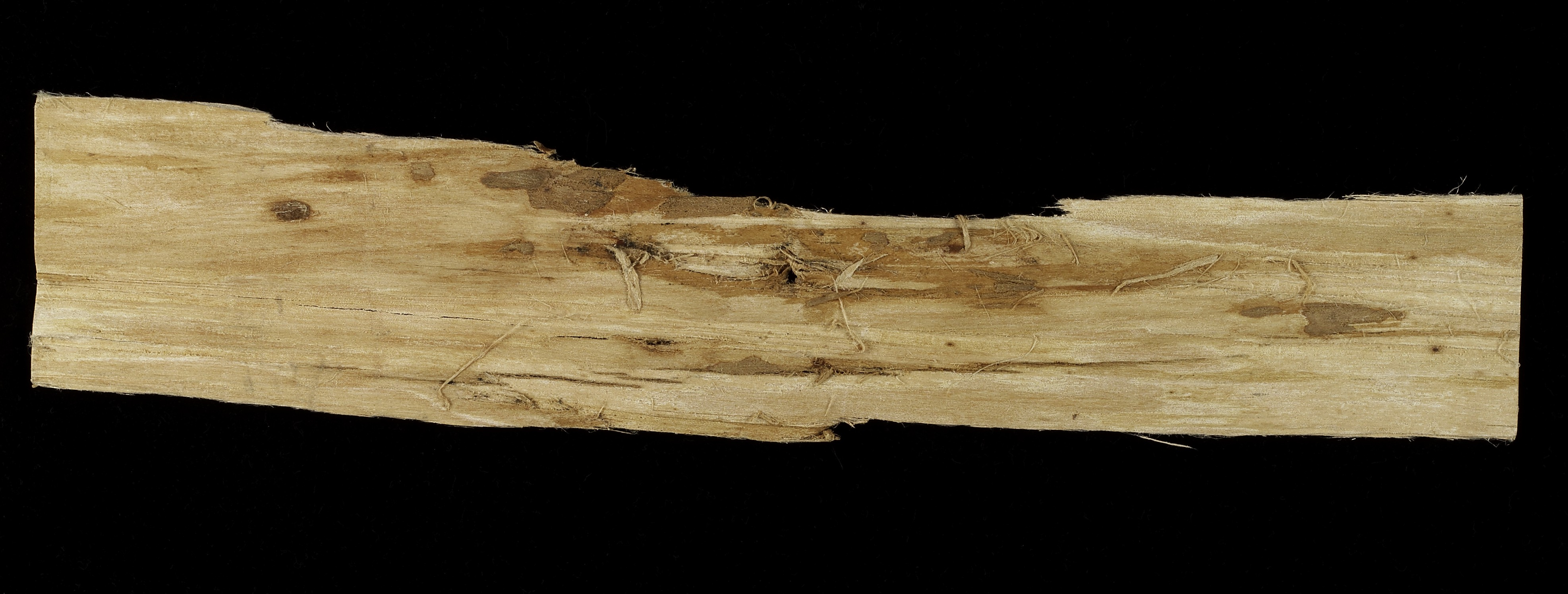
Fragment kory wiązu

Łub, łuba drzewna, dartka drzewna – kora drzewna zdejmowana w okresie krążenia soków z wiązu, lipy, sosny. Dawniej używana do wyplatania wozów, pudełek, współcześnie – łubianek na owoce.